# Ondřej Macek (teolog)
Ondřej Macek (* 11. dubna 1980 Praha) je duchovní Českobratrské církve evangelické a vysokoškolský pedagog na Evangelické teologické fakultě Univerzity Karlovy, publikuje v oboru praktické teologie.

## Život
Evangelickou teologii a historii studoval v Praze na Evangelické teologické fakultě Univerzity Karlovy v Praze (1998-2004), Vídni (2001-2002, 2005-2006) a Lipsku (2003-2004). V letech 2004-2011 absolvoval postgraduální studium oboru systematická a praktická teologie na Evangelické teologické fakultě v Praze a získal doktorát na základě disertace Praxis pietatis haereticorum, kterou psal u Pavla Filipiho.
V letech 2009–2021 byl farářem sboru ČCE v Nosislavi, od září 2021 působí ve Farním sboru ČCE v Brně I. Podílel se na vybudování Chráněného bydlení Nosislav. Je člen Komise pro celoživotní vzdělávání kazatelů Českobratrské církve evangelické (od r. 2010, od r. 2016 předseda). Od roku 2020 je odborným asistentem na Katedře praktické teologie ETF Univerzity Karlovy, kde připravuje katechetický seminář a cvičení v pastoraci.
Zabývá se evangelickou identitou, zbožností, dílem Martina Luthera a duchovní péčí. Má výcvik v PCA psychoterapii a poradenství Person Centered Approach Institut Praha (2017-2021).
V roce 2003 se oženil s Alžbětou Hudcovou.

## Dílo
- „Daněk se v některých podstatných věcech mýlil…“: Základní témata diskuse nad Slavomilem C. Daňkem. Studie a texty Evangelické teologické fakulty 11 (2/2007), s. 97-113.
- Praxis pietatis haereticorum. In Macek, Ondřej (ed.). Po vzoru Berojských. Život i víra českých a moravských evangelíků v předtoleranční a toleranční době. Praha: Kalich, 2008, 160-284. ISBN 978-80-7017-088-5.
- Martin Luther. In Luther, Martin. Kdybych měl nekonečně světů... Výbor z díla I. Praha: Lutherova společnost, 2008, s. 211-222. ISBN 978-80-903632-6-7.
- Modlitba Martina Luthera. In Luther, Martin. Jak se modlit. Rada pro dobrého přítele. Modlitby. Středokluky: Zdeněk Susa, 2009, s. 129-184. ISBN 978-80-86057-61-3.
- Geheimprotestanten in Böhmen und Mähren im 17. und 18. Jahrhundert. In Leeb, Rudolf – Scheutz, Martin – Weikl, Dietmar (ed.). Geheimprotestantismus und evangelische Kirchen in der Habsburgermonarchie und im Erzstift Salzburg (17./18. Jahrhundert). Wien – München: Böhlau Verlag – Oldenbourg Verlag, 2009, s. 237-269.
- Gustav Adolf Skalský, český luterán na vídeňské bohoslovecké fakultě. In Nešpor, Zdeněk R.  – Kaiserová, Kristina (ed.). Variety české religiozity v „dlouhém“ 19. století (1780-1918). Ústí nad Labem: Albis International, 2010, s. 379-391(393).
- LUKL, Jiří - MACEK, Ondřej - SVOBODA, Vladimír. I zůstávali v učení apoštolském. Snažení a rozpomínání evangelíků na Nosislavsku. 2011. ISBN 978-80-87098-26-4
- Vyprávění o zbožnosti - zbožné vyprávění. In: Eseje o povaze církevních dějin. Jiří Hanuš (ed.). CDK, 2012. ISBN 978-80-7325-273-1
- O lidech, cestách, Pánu Bohu a jedné mluvící oslici. Příběhy ze Starého zákona pro děti. 2014 (Ondřej Macek spolu s Lenkou Ridzoňovou)
- Bible v rukách lidu. Poznámky k fenoménu českého písmáctví. In: ČÁP, Pavel, ed. Bible v životě církve: 1613-2013 : sborník textů ze sjezdu členů a přátel občanského sdružení Exulant : Praha, 8. června 2013. Praha: Exulant, 2014. ISBN 978-80-905318-1-9.
- Církevní rok /uspořádali Ondřej Macek, Lenka Ridzoňová a Marta Sedláčková. Praha: SR ČCE, 2014-2015, dva svazky
- Provázky víry: jubilejní postila 2015 / k 600. výročí upálení mistra Jana Husa připravili Joel Ruml a Ondřej Macek. Praha: Kalich 2015. ISBN 978-80-7017-221-6
- Beutel, Albrecht: Martin Luther - Uvedení do života, díla a odkazu. Překlad: Petr Gallus a Ondřej Macek. Praha: Kalich 2017. ISBN 978-80-7017-236-0
- Luther, Martin: Menší a Větší katechismus. Překlad: Ondřej Macek. Praha: Kalich 2017. ISBN 978-80-7017-237-7
- Bůh je rozpálená pec plná lásky: malý slovník od almužny po život / Martin Luther, přel. Petr Gallus, Ondřej Kolář, Ondřej Macek a Jan Zámečník. Ondřej Macek (ed.). Praha: Kalich, 2017, ISBN 978-80-7017-235-3
- O bouřce, Bibli a Martinu Lutherovi / Lýdie Férová, Ondřej Macek, Lenka Ridzoňová. Praha: Kalich, 2017. ISBN 978-80-7017-238-4
- Vždyť se mnou jsi ty...: kniha modliteb / Iva Květonová, Ondřej Macek, Lenka Ridzoňová. Praha: Českobratrská církev evangelická, 2018. ISBN 978-80-87098-66-0
- Věty křesťanské víry. Jihlava: Mlýn, 2018. ISBN 978-80-86498-63-8
- Necessarium. Praha: Eman, 2020. ISBN 978-80-88060-23-9
- David.  Iva Květonová, Ondřej Macek. České Budějovice: Petrinum, 2022. Hle bible. ISBN 978-80-87900-16-1.
- Mojžíš. Iva Květonová, Ondřej Macek. České Budějovice: Petrinum, 2023.